# Autostrada A23 (Niemcy)
Autostrada A23 (niem. Bundesautobahn 23 (BAB 23) także Autobahn 23 (A23)) – autostrada w Niemczech przebiegająca między miastem Heide, położonym w kraju związkowym Szlezwik-Holsztyn a autostradą A7 w Hamburgu. W języku potocznym A23 nazywana jest „autostradą zachodniego wybrzeża” (niem. Westküstenautobahn). Jej długość wynosi 87 km.

## Przebieg

A23 w Hamburgu

Autostrada A23 zaczyna swój bieg w przedłużeniu drogi ekspresowej B5 na węźle Heide-West, przebiega łukiem na południe od Heide i dalej zmierza w kierunku południowo-wschodnim do Albersdorf. W dalszym przebiegu przecina Kanał Kiloński (Nord-Ostsee-Kanal) na wysokości gminy Schafstedt i biegnie dalej w kierunku Itzehoe (Powiat Steinburg). Za węzłem Itzehoe-Nord, Autostrada A23 zostaje przerwana na obszarze Störbrücke przez drogi krajowe B5 i B204. W dalszym przebiegu A23 prowadzi obok Lägerdorf w kierunku Elmshorn i Pinneberg, aby w końcu za węzłem Eidelstedt wpaść w węzeł drogowy Autobahndreieck Hamburg-Nordwest.

## Historia
Od wczesnych lat 60. przedstawiciele firm zachodniego wybrzeża Niemiec postulowali, aby usprawnić transport w kraju związkowym poprzez polepszenie połączenia z niemiecką siecią autostrad. Pomysł utworzenia takiej drogi powstał o wiele wcześniej. Już w latach 30. XX wieku dostrzegano potrzebę utworzenia drogi usprawniającej funkcjonowanie autostrady Rzeszy nr 5.
Pierwszy odcinek takiego połączenia został oddany do ruchu w 1964 roku jako obwodnica od Hamburg-Eidelstedt do granicy kraju związkowego Szlezwik-Holsztyn. 12 maja 1969 roku ówczesny minister transportu Niemiec Georg Leber zapowiedział rozbudowę drogi krajowej B204 między Itzehoe a Heide (po 2 pasy ruchu w każdym kierunku).
W 1975 roku oddano odcinek do Elmshorn, a w 1981 do Itzehoe. W lutym 1984 roku nastąpiło pierwsze wbicie łopaty na odcinku między Schafstedt a przeprawą promową Hohenhörn. W dniach 20/21 maja 1989 roku nastąpiło uroczyste otwarcie 360-metrowego i na 42 metrów wysokiego mostu autostradowego nad Kanałem Kilońskim (Nord-Ostsee-Kanal).
30 czerwca 1989 oddano do ruchu miejską obwodnicę w Heide, a ostatnim 8-kilometrowy odcinek między węzłem Schenefeld a Itzehoe-Nord 1 października 1990. Budowa 45-kilometrowej trasy z Itzehoe do Heide kosztowała 402 mln Euro. Wzdłuż całego odcinka autostrady postawiono 70 mostów.